# Ріпа
Ріпа, ріпа городня, турнепс (Brassica rapa L.) — дворічна трав'яниста рослина з родини капустяних, або хрестоцвітних.

## Біологічний опис

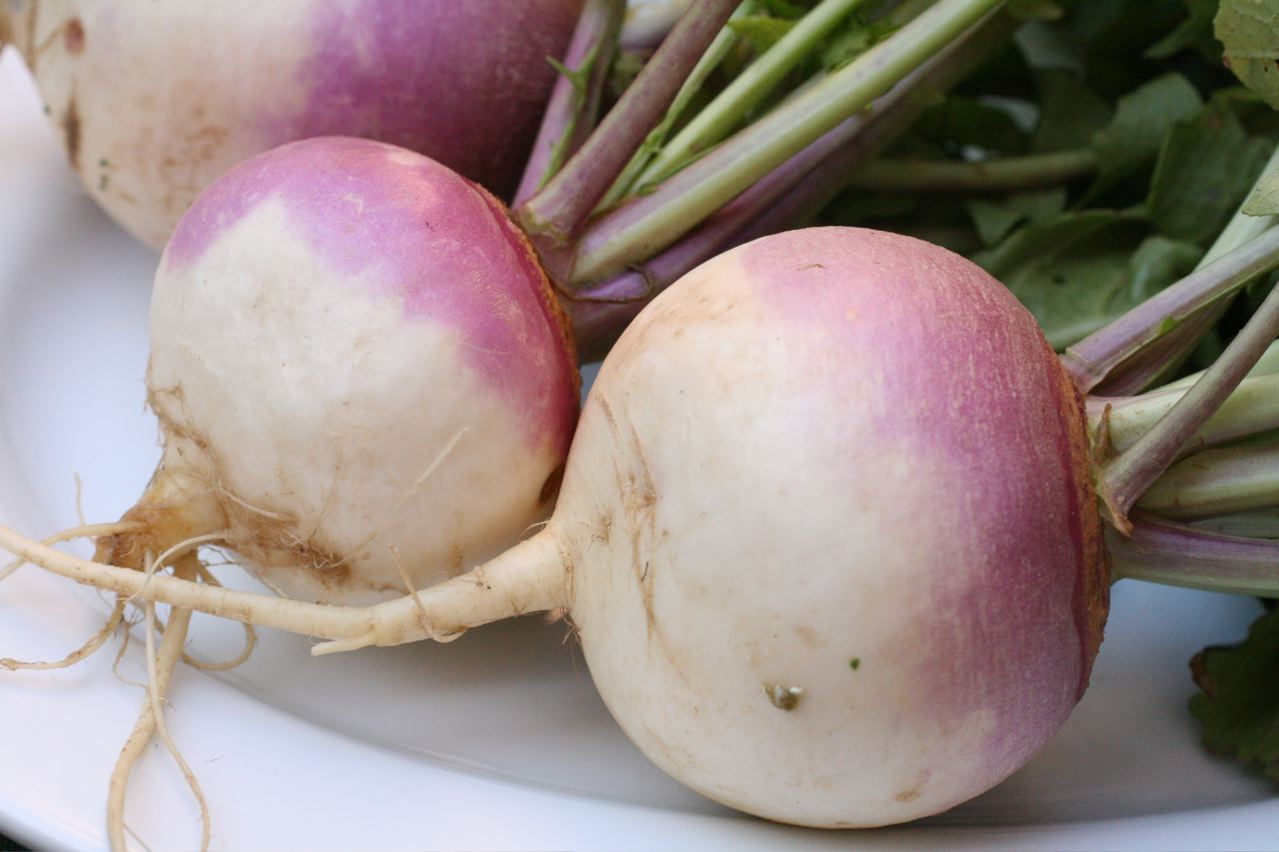
Коренеплоди ріпи

В перший рік у вирощуваної городньої ріпи з насіння виростає розетка прикореневого, ліроподібного, жорстко волосистого, довгочерешкового листя і товста, куляста або довгаста бульба, що складається з розрослого кореня. У другий рік (а при невдалих посівах і на той же рік) з бульби виростає подовжене, облиствене стебло з яйцеподібним, зубчастим або цілокраїм сидячим листям і з китицею золотисто-жовтих квіток. Квітка влаштована за типом квітки хрестоцвітних з такими особливостями: квітконіжки горизонтальні, стручки прямовисні, вузлуваті, короткі, тичинки відхилені, довгі прямовисні. Насіння буре.
Сіють ріпу ранньої весни, як тільки підсохне ґрунт. За літо можна отримати два урожаї. На зиму краще запасати ріпу від літнього посіву. Найпоширеніша Петрівська, серед скоростиглих — Міланська біла.

## Хімічний склад

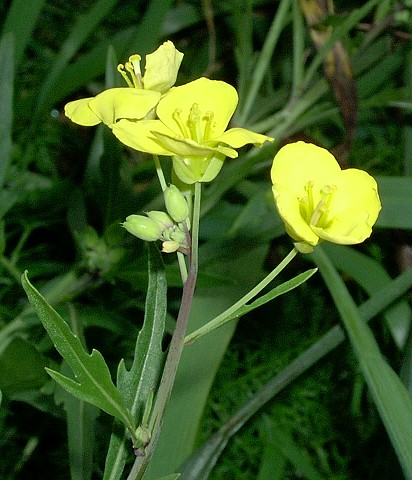
Квіти ріпи

Рослина містить безазотисті речовини (6,5 %), азотисті речовини (1,1 %), жири (0,2 %), мінеральні солі, вітаміни (А — 0,04 міліграм %, C — 8-20 міліграм %, B1 — 0,08-0,11 міліграм %).

## Застосування
Використовується коренеплід. Ріпа як овочева і лікарська рослина відома з глибокої старовини. Рослина має сечогінну, антисептичну, протизапальну, ранозагоювальну і знеболювальну дію.
В Японії популярний як листовий овоч комацуна.
Відвар коренеплоду і відварений сік ріпи приймають при гострому ларингіті, що викликають різкий кашель, охриплості голосу, астмі, вживають як сечогінне і легке проносне і як засіб, що покращує сон і заспокійливе серцебиття.
Варену розтерту ріпу прикладають до хворих місць при подагрі. З метою зменшення подагричних болів використовують для ванн відвар ріпи. При зубному болі теплим відваром ріпи полощуть порожнину рота.
Ріпу як продукт харчування використовували з давніх часів (у новий час була значною мірою витіснена картоплею). Її можна вживати сирою або обробленою — вареною, печеною і так далі. Вона може довго зберігатися в прохолодному місці, не втрачаючи своїх цілющих якостей; легко засвоюється організмом і рекомендована для дитячого харчування.